# 愛は正義
『愛は正義』（あいはせいぎ）は、2001年1月12日から3月16日まで毎週金曜日23:09 - 翌0:04に、テレビ朝日系の「金曜ナイトドラマ」枠で放送された日本のテレビドラマ。主演は中村玉緒。
貧乏弁護士たちの、正義と真実を求める活躍を描いている。
木村昇のTVドラマ初出演作品である。

## キャスト

### 梅田菊代法律事務所
梅田菊代
演 - 中村玉緒
元テキ屋のおかみさんという肩書きを持つ女弁護士。夫亡き後、司法試験に合格し弁護士事務所を開設する。
「人の世の仁義に反するものに栄華はおまへん!」が決めゼリフ。
楠木高明
演 - 木村昇
新人弁護士。司法試験を最優秀で突破したエリート。
小池麗子
演 - 井上晴美
梅田菊代法律事務所の弁護士。
古賀行雄
演 - 今井雅之
梅田菊代法律事務所の弁護士。
少年時代、グレそうになったところを、菊代と菊代の亡き夫に救ってもらった。その後、菊代夫妻に大学まで通わせてもらい司法試験を突破した。
波川吉江
演 - 川村亜紀
梅田弁護士事務所、唯一の事務員。

### その他
山県健一
演 - 田山涼成
菊代と対立する検事。菊代との対戦成績は全戦全敗。実は弟も検事。
金田一郎
演 - 萩野崇
捜査一課刑事。
山県健二
演 - 高橋克実
山県健一検事の弟で自身も検事。
アメリカ帰りで連戦連敗の兄のかたきを討とうと菊代たちに挑んでくる。
裁判長
演 - てるやひろし、飯塚俊太郎

### ゲスト
第1話「ファッションデザイナー殺人事件」
- なぎさ（妹） - 伊藤裕子
- 水木香住（ファッションデザイナー） - 柴田理恵
- 三貴将史
- 星川桂
- 矢原加奈子

第2話「ネイルアーティスト殺人事件」
- 飛鳥れい（風俗嬢） - 緒沢凛
- 森谷涼子（ネイルアーティスト） - 磯野貴理子
- 奥居俊二
- 村木仁
- 藤田恵
- 深沢さやか

第3話「スーパー漫画家殺人事件」
- 長門庸介（海次のひとり息子でマネージャー） - 柳沢慎吾
- 長門海次（巨匠漫画家） - 大出俊
- 相川由希子（海次の愛人） - 田中ちなみ

第4話「エリート医師殺人事件」
- 香西久子（院長夫人） - 渡辺由紀
- 香西一夫（香西病院院長） - 市川勇
- 影山哲司（香西病院医師） - 渡辺裕之
- 谷口絵梨

第5話「芸能プロダクション女社長殺人事件」
- 朝沼雅子（芸能プロダクション社長） - 久本雅美
- 佐山次郎（プロデューサー） - 神保悟志
- 加納優紀（女優） - 中村麻美
- 宮辺洋一（かつて雅子と漫才コンビを組んでいた） - 佐藤正宏

第6話「ソムリエール殺人事件」
- 岡島邦子（ソムリエール） - 岩崎ひろみ
- 沢木良次（従業員） - 神田利則
- 志水裕一（料理長） - 梅垣義明
- 黒崎春樹（リストランテのオーナー） - 清水昭博

第7話「腹話術師殺人事件」
- 金子修次郎（俳優） - 乃木涼介
- 雪之丞（腹話術師） - モト冬樹
- 悦子（雪之丞の妻） - 星遥子

第8話「頑固一徹ラーメン職人殺人事件」
- 麻美（南の娘） - 初音映莉子
- 尾花剛（植木屋） - 桜金造
- 平岡澄夫（元刑事） - 山口仁
- 南清次（ラーメン屋"なんぺいラーメン"の店主） - うじきつよし

第9話「フラワーショップ殺人事件」
- 長瀬淳子（美保の叔母） - 東ちづる
- 池上美保（花屋のアルバイト店員） - 松本まりか

最終話「ゼネコン汚職殺人事件」
- 矢追達次（大手ゼネコン「矢追建設」社長） - 梅沢富美男
- 久留米洋一（矢追の秘書） - 竹沢一馬

## スタッフ
- 脚本：石原武龍、橋本以蔵、橋塚慎一、成田はじめ、輿水泰弘
- 演出：伊藤寿浩、佐藤健光
- 主題歌：FANATIC◇CRISIS「hal」
- テーマソング：奈津子「時代」
- 選曲：岩下康洋（メディアハウス）
- 技術協力：バスク
- 美術協力：フジアール
- プロデューサー：西河貴美子、森川真行
- 制作：テレビ朝日、FINE

## 放送日程
| 各話                                                          | 放送日  | サブタイトル                     | 脚本       | 演出     | 視聴率 |
| ------------------------------------------------------------- | ------- | -------------------------------- | ---------- | -------- | ------ |
| 第1話                                                         | 1月12日 | ファッションデザイナー殺人事件   | 橋本以蔵   | 伊藤寿浩 | 8.3%   |
| 第2話                                                         | 1月19日 | ネイルアーティスト殺人事件       | 石原武龍   | 伊藤寿浩 | 7.8%   |
| 第3話                                                         | 1月26日 | スーパー漫画家殺人事件           | 橋本以蔵   | 佐藤健光 | 5.5%   |
| 第4話                                                         | 2月02日 | エリート医師殺人事件             | 橋本以蔵   | 伊藤寿浩 | 6.4%   |
| 第5話                                                         | 2月09日 | 芸能プロダクション女社長殺人事件 | 成田はじめ | 伊藤寿浩 | 7.8%   |
| 第6話                                                         | 2月16日 | ソムリエール殺人事件             | 橋塚慎一   | 佐藤健光 | 7.8%   |
| 第7話                                                         | 2月23日 | 腹話術師殺人事件                 | 興水泰弘   | 佐藤健光 | 6.8%   |
| 第8話                                                         | 3月02日 | 頑固一徹ラーメン職人殺人事件     | 成田はじめ | 佐藤健光 | 7.8%   |
| 第9話                                                         | 3月09日 | フラワーショップ殺人事件         | 橋本以蔵   | 伊藤寿浩 | 9.1%   |
| 最終話                                                        | 3月16日 | ゼネコン汚職殺人事件             | 橋本以蔵   | 伊藤寿浩 | 8.3%   |
| 平均視聴率 7.6%（視聴率はビデオリサーチ調べ、関東地区・世帯） |         |                                  |            |          |        |